# Vörtbröd

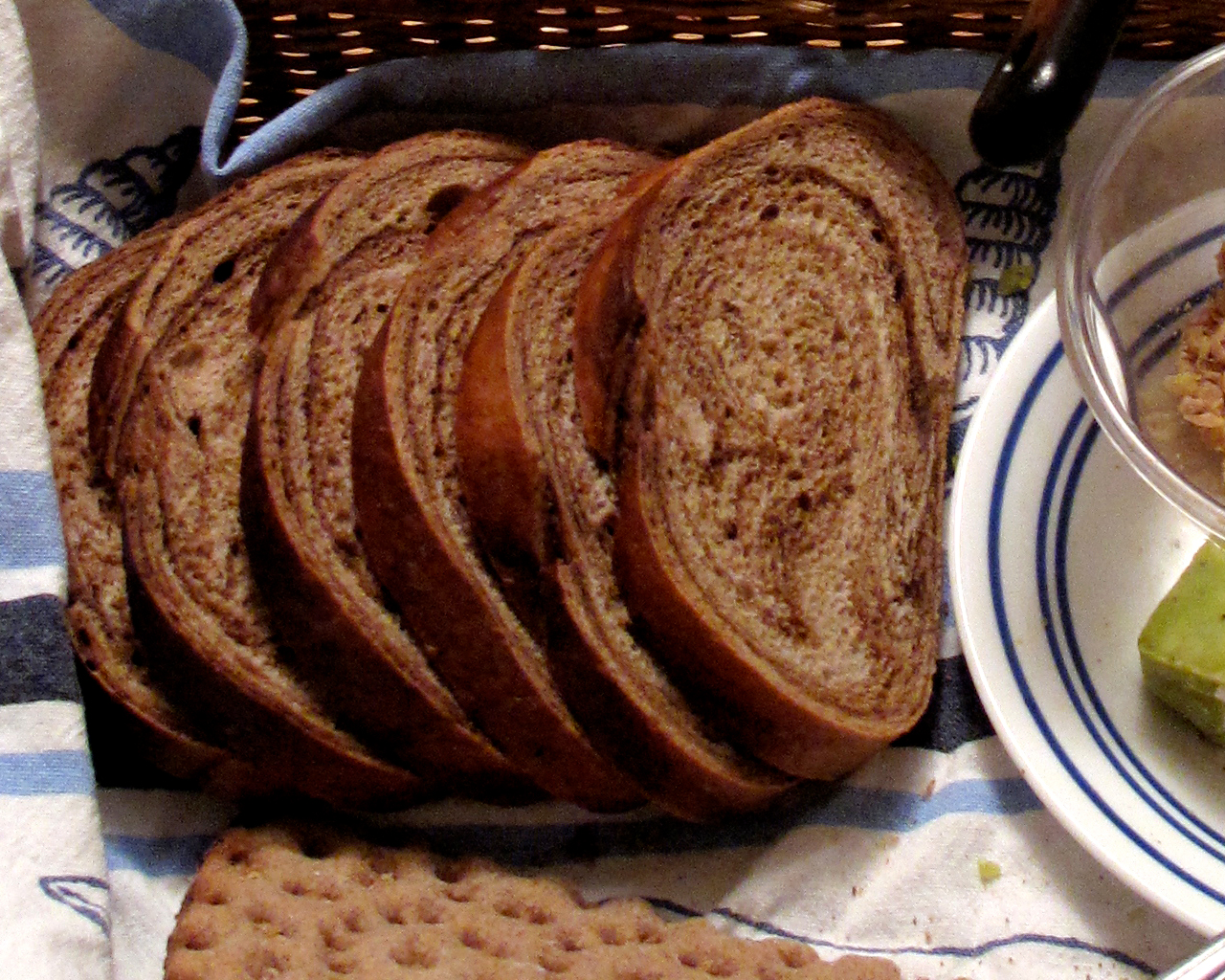
Vörtbröd i en brödkorg.

Vörtbröd, vörtlimpa eller julvört är ett sött matbröd som bakas av rågmjöl eller rågsikt och vetemjöl; som degspad används vört. Det sötas ofta med sirap. Vörtbröd har blivit något av ett helgbröd som äts särskilt under julen, påsken och andra högtider. Vörtbröd är vanligt på det svenska julbordet tillsammans med osten edamer och som dopp i grytan. Traditionellt smaksätts vörtbröd med vört, pomerans, anis, kryddnejlika, ingefära och fänkål som ger brödet sin speciella smak. Kardemumma och kanel kan också ingå i recept. Särskilt i Sydsverige är det vanligt att vörtbröd även innehåller russin.
Vörtbröd har konsumerats i Sverige och delar av Finland från 1600-talet. Inledningsvis var det ett herrskapsbröd, innan det blev ett högtidsbröd för allmogen. I Sverige konsumerades det främst i Södermanland, Uppland och Östergötland, innan det spreds till andra delar i samband med att större bagerier marknadsförde vörtbrödet allmänt som ett helgbröd. Förr var det färska och söta brödet omväxling till det osötade och torra brödet som vanligtvis serverades. Vört hade man tillgång till efter ölbryggningen inför de stora helgerna. Den gav brödet smak och sötma.
I Sverige konsumeras årligen omkring 3 miljoner vörtbröd (publicerat 2014), främst i december.

## Varianter
Man kan också använda julmust, svagdricka, porter eller annat öl i stället för vört.